# David Ogilvy, XII conte di Airlie
David Lyulph Gore Wolseley Ogilvy, XII conte di Airlie (Cahir, 18 luglio 1893 – 28 dicembre 1968) è stato un ufficiale scozzese.

## Biografia
Egli era il figlio maggiore di David Ogilvy, XI conte di Airlie, e di sua moglie, Lady Mabell Gore. Studiò presso l'Eton College.
Ha ereditato i titoli di suo padre nel 1900 ed è stato uno dei trainbearers di Mary di Teck durante l'incoronazione nel 1911.

## Carriera militare
Lord Airlie è stato commissionato nei 10° Ussari della Royal Military College di Sandhurst, nel 1912. Ha raggiunto il grado di capitano nella prima guerra mondiale. Si ritirò dall'esercito regolare nel 1921, ma si unì il 5º Battaglione e nel Black Watch come maggiore. Nel 1928 venne promosso a colonnello. Nel 1940 è stato promosso a tenente colonnello nelle Scots Guards, tornando a sua richiesta al grado di maggiore fino al 1942. Si è dimesso nel 1948. Fu comandante del Cadet Forces nel 1943.
Nel 1937, divenne Lord luogotenente di Angus e fu nominato Lord Ciambellano della regina Elisabetta. In qualità di membro anziano della famiglia reale, è stato ospite di primo piano nel 1947 durante il matrimonio della principessa Elisabetta e Filippo, duca di Edimburgo.

## Matrimonio
Sposò, il 17 luglio 1917, Lady Alexandra Coke (1891-1984), figlia di Thomas Coke, III conte di Leicester. Ebbero sei figli:
- Victoria Lloyd, baronessa Lloyd (21 settembre 1918-23 settembre 2004), sposò Alexander Lloyd, II barone Lloyd, ebbero tre figli;
- Lady Margaret Tennant (23 luglio 1920-22 gennaio 2014), sposò Iain Tennant, ebbero tre figli;
- Lady Griselda Balfour (12 giugno 1924-8 giugno 1977), sposò Peter Balfour, ebbero tre figli;
- David Ogilvy, XIII conte di Airlie (17 maggio 1926-28 giugno 2023);
- The Honourable Sir Angus Ogilvy (14 settembre 1928-26 dicembre 2004), sposò la principessa Alexandra di Kent, ebbero due figli;
- The Honourable James Donald Diarmid (28 giugno 1934), sposò in primo luogo Magdalen Ducas, ebbero quattro figli, e in seconde nozze Lady Caroline Child-Villiers poi The Honourable Mrs. Ogilvy, non ebbero figli.

## Morte
Morì il 28 dicembre 1968.

## Ascendenza
|                                   |                                |                                       | Genitori                               |  |  | Nonni |  |  | Bisnonni                         |  |  | Trisnonni                           |  |
|                                   |                                |                                       |                                        |  |  |       |  |  | David Ogilvy, IX conte di Airlie |  |  | Walter Ogilvy, VIII conte di Airlie |  |
|                                   |                                |                                       |                                        |  |  |       |  |  | David Ogilvy, IX conte di Airlie |  |  | Walter Ogilvy, VIII conte di Airlie |  |
|                                   |                                | Jean Ogilvy                           |                                        |  |  |       |  |  | David Ogilvy, IX conte di Airlie |  |  |                                     |  |
| David Ogilvy, X conte di Airlie   |                                |                                       |                                        |  |  |       |  |  | David Ogilvy, IX conte di Airlie |  |  |                                     |  |
|                                   |                                | Clementina Drummond                   | Gavin Drummond                         |  |  |       |  |  |                                  |  |  |                                     |  |
|                                   |                                | Clementina Drummond                   | Gavin Drummond                         |  |  |       |  |  |                                  |  |  |                                     |  |
|                                   |                                | Clementina Drummond                   | Clementina Graham                      |  |  |       |  |  |                                  |  |  |                                     |  |
| David Ogilvy, XI conte di Airlie  |                                | Clementina Drummond                   |                                        |  |  |       |  |  |                                  |  |  |                                     |  |
|                                   |                                | Edward Stanley, II barone di Alderley | John Stanley, I barone di Alderley     |  |  |       |  |  |                                  |  |  |                                     |  |
|                                   |                                | Edward Stanley, II barone di Alderley | John Stanley, I barone di Alderley     |  |  |       |  |  |                                  |  |  |                                     |  |
|                                   |                                | Edward Stanley, II barone di Alderley | Maria Holroyd                          |  |  |       |  |  |                                  |  |  |                                     |  |
| Henrietta Blanche Stanley         |                                | Edward Stanley, II barone di Alderley |                                        |  |  |       |  |  |                                  |  |  |                                     |  |
|                                   |                                | Henrietta Maria Dillon-Lee            | Henry Dillon, XIII visconte Dillon     |  |  |       |  |  |                                  |  |  |                                     |  |
|                                   |                                | Henrietta Maria Dillon-Lee            | Henry Dillon, XIII visconte Dillon     |  |  |       |  |  |                                  |  |  |                                     |  |
|                                   |                                | Henrietta Maria Dillon-Lee            | Henrietta Browne                       |  |  |       |  |  |                                  |  |  |                                     |  |
| David Ogilvy, XII conte di Airlie |                                | Henrietta Maria Dillon-Lee            |                                        |  |  |       |  |  |                                  |  |  |                                     |  |
|                                   | Philip Gore, IV conte di Arran | William John Gore                     |                                        |  |  |       |  |  |                                  |  |  |                                     |  |
|                                   | Philip Gore, IV conte di Arran | William John Gore                     |                                        |  |  |       |  |  |                                  |  |  |                                     |  |
|                                   | Philip Gore, IV conte di Arran | Caroline Hales                        |                                        |  |  |       |  |  |                                  |  |  |                                     |  |
| Arthur Gore, V conte di Arran     | Philip Gore, IV conte di Arran |                                       |                                        |  |  |       |  |  |                                  |  |  |                                     |  |
|                                   |                                | Elizabeth Marianne Napier             | William Francis Patrick Napier         |  |  |       |  |  |                                  |  |  |                                     |  |
|                                   |                                | Elizabeth Marianne Napier             | William Francis Patrick Napier         |  |  |       |  |  |                                  |  |  |                                     |  |
|                                   |                                | Elizabeth Marianne Napier             | Caroline Amelia Fox                    |  |  |       |  |  |                                  |  |  |                                     |  |
| Mabell Gore                       |                                | Elizabeth Marianne Napier             |                                        |  |  |       |  |  |                                  |  |  |                                     |  |
|                                   |                                | Robert Jocelyn, visconte Jocelyn      | Robert Jocelyn, III conte di Roden     |  |  |       |  |  |                                  |  |  |                                     |  |
|                                   |                                | Robert Jocelyn, visconte Jocelyn      | Robert Jocelyn, III conte di Roden     |  |  |       |  |  |                                  |  |  |                                     |  |
|                                   |                                | Robert Jocelyn, visconte Jocelyn      | Maria Stapleton                        |  |  |       |  |  |                                  |  |  |                                     |  |
| Edith Jocelyn                     |                                | Robert Jocelyn, visconte Jocelyn      |                                        |  |  |       |  |  |                                  |  |  |                                     |  |
|                                   |                                | Frances Clavering-Cowper              | Peter Clavering-Cowper, V conte Cowper |  |  |       |  |  |                                  |  |  |                                     |  |
|                                   |                                | Frances Clavering-Cowper              | Peter Clavering-Cowper, V conte Cowper |  |  |       |  |  |                                  |  |  |                                     |  |
|                                   |                                | Frances Clavering-Cowper              | Emily Lamb                             |  |  |       |  |  |                                  |  |  |                                     |  |
|                                   |                                | Frances Clavering-Cowper              |                                        |  |  |       |  |  |                                  |  |  |                                     |  |